# Parawixia
Parawixia là một chi nhện trong họ Araneidae.

## Các loài
Tính đến  tháng 4 năm 2019 it contains thirty-one species:
- Parawixia acapulco Levi, 1992 – Mexico
- Parawixia audax (Blackwall, 1863) – Colombia to Argentina
- Parawixia barbacoas Levi, 1992 – Colombia, Ecuador
- Parawixia bistriata (Rengger, 1836) – Brazil, Bolivia, Paraguay, Argentina
- Parawixia casa Levi, 1992 – Colombia
- Parawixia chubut Levi, 2001 – Chile, Argentina
- Parawixia dehaani (Doleschall, 1859) – India to Philippines, New Guinea
  - Parawixia d. octopunctigera (Strand, 1911) – Papua New Guinea (New Ireland)
  - Parawixia d. pygituberculata (Strand, 1911) – Papua New Guinea (New Ireland), Indonesia (Sulawesi)
  - Parawixia d. quadripunctigera (Strand, 1911) – Indonesia (Aru Is.)
- Parawixia destricta (O. Pickard-Cambridge, 1889) – Mexico to Panama
- Parawixia divisoria Levi, 1992 – Ecuador, Peru, Brazil, Bolivia
- Parawixia guatemalensis (O. Pickard-Cambridge, 1889) – Mexico, Guatemala
- Parawixia honesta (O. Pickard-Cambridge, 1899) – Mexico
- Parawixia hoxaea (O. Pickard-Cambridge, 1889) – Guatemala to Panama
- Parawixia hypocrita (O. Pickard-Cambridge, 1889) – Guatemala to Brazil
- Parawixia inopinata Camargo, 1950 – Brazil
- Parawixia kochi (Taczanowski, 1873) – Trinidad to Brazil, Guyana, French Guiana
- Parawixia maldonado Levi, 1992 – Peru
- Parawixia matiapa Levi, 1992 – Trinidad, Colombia, Peru, Brazil
- Parawixia monticola (Keyserling, 1892) – Brazil
- Parawixia nesophila Chamberlin & Ivie, 1936 – Costa Rica, Panama
- Parawixia ouro Levi, 1992 – Peru, Brazil
- Parawixia porvenir Levi, 1992 – Colombia
- Parawixia rigida (O. Pickard-Cambridge, 1889) – Guatemala to Panama
- Parawixia rimosa (Keyserling, 1892) – Costa Rica to Bolivia
- Parawixia tarapoa Levi, 1992 – Ecuador, Peru, Brazil
- Parawixia tomba Levi, 1992 – Peru, Brazil
- Parawixia tredecimnotata F. O. Pickard-Cambridge, 1904 – Mexico to Belize, Greater Antilles
- Parawixia undulata (Keyserling, 1892) – Brazil, Uruguay, Argentina
- Parawixia velutina (Taczanowski, 1878) – Colombia to Argentina